# Мнгуни, Беннетт
Бе́ннетт Тха́бо Бе́рнард Мнгу́ни (англ. Bennett Thabo Bernard Mnguni; род. 18 марта 1974, Претория) — южноафриканский футболист, полузащитник. Выступал за сборную ЮАР.

## Клубная карьера
Во взрослом футболе дебютировал в 1998 году выступлениями за команду «Мамелоди Сандаунс». В этой команде он провёл четыре сезона, приняв участие в 76 матчах чемпионата.
В феврале 2002 года стал игроком московского «Локомотива». В составе клуба выступал в Лиге чемпионов 2002/03. 11 декабря 2002 года отметился голом в гостевом матче с мадридским «Реалом» (2:2). В следующем году перешёл в другой российский клуб «Ростов», а в 2005 году недолго поиграл за китайский «Тяньцзинь Тэда».
С 2006 года играл на родине за клубы «Мамелоди Сандаунс», «АмаЗулу» и «Танда Роял Зулу».
Завершил профессиональную игровую карьеру в Мьянме в клубе «Окктха Юнайтед», за который выступал на протяжении 2008—2009 годов. После окончания карьеры игрока открыл собственную футбольную академию в ЮАР.

## Карьера в сборной
В составе сборной ЮАР Мнгуни дебютировал 3 июня 2001 года в матче с Либерией, который завершился со счётом (1:1). В 2002 году в составе сборной поехал на чемпионат мира, однако на турнире не провёл ни одной игры. Кроме того, Мнгуни принимал участие в Кубке африканских наций 2002 в Мали и Кубка африканских наций 2004 в Тунисе. Последний матч за сборную Мнгуни провёл 30 марта 2004 года против Австралии, проигранном южноафриканцами 0:1. Всего за национальную команду Мнгуни провёл 12 игр.

## Достижения
Мамелоди Сандаунс
- Чемпион ЮАР: 1998, 1999
- Обладатель Кубка ЮАР: 1998
- Обладатель Кубка лиги ЮАР: 1999

Локомотив (Москва)
- Чемпион России: 2002